# Liga de Rumanía de waterpolo masculino
La Liga de Rumanía de waterpolo masculino es la competición más importante de waterpolo entre clubes rumanos.

## Historial
Estos son los ganadores de liga:
- 2010: CSM Oradea
- 2009: CSM Oradea
- 2008: CSM Oradea
- 2007: CSM Oradea
- 2006: Steaua Bucuresti
- 2005: Steaua Bucuresti
- 2004: Rapid Bucuresti
- 2003: Rapid Bucuresti
- 2002: Rapid Bucuresti
- 2001: Rapid Bucuresti
- 2000: Dinamo Bucuresti
- 1999: Dinamo Bucuresti
- 1998: Dinamo Bucuresti
- 1997: Dinamo Bucuresti
- 1996: Dinamo Bucuresti
- 1995: Steaua Bucuresti
- 1994: Steaua Bucuresti
- 1993: Steaua Bucuresti
- 1992: Steaua Bucuresti
- 1991: Steaua Bucuresti
- 1990: Dinamo Bucuresti
- 1989: Dinamo Bucuresti
- 1988: Dinamo Bucuresti
- 1987: Dinamo Bucuresti
- 1986: Crisul Oradea
- 1985: Crisul Oradea
- 1984: Dinamo Bucuresti
- 1983: Dinamo Bucuresti
- 1982: Dinamo Bucuresti
- 1981: Rapid Bucuresti
- 1980: Dinamo Bucuresti
- 1979: Dinamo Bucuresti
- 1978: Dinamo Bucuresti
- 1977: Rapid Bucuresti
- 1976: Rapid Bucuresti
- 1975: Rapid Bucuresti
- 1974: Dinamo Bucuresti
- 1973: Dinamo Bucuresti
- 1972: Rapid Bucuresti
- 1971: Dinamo Bucuresti
- 1970: Dinamo Bucuresti
- 1969: Dinamo Bucuresti
- 1968: Dinamo Bucuresti
- 1967: Dinamo Bucuresti
- 1966: Dinamo Bucuresti
- 1965: Dinamo Bucuresti
- 1964: Dinamo Bucuresti
- 1963: Dinamo Bucuresti
- 1962: Dinamo Bucuresti
- 1961: Dinamo Bucuresti
- 1960: Dinamo Bucuresti
- 1959: Dinamo Bucuresti
- 1958: Dinamo Bucuresti
- 1957: Dinamo Bucuresti
- 1956: CCA Bucuresti
- 1955: CCA Bucuresti
- 1954: CCA Bucuresti
- 1953: CCA Bucuresti
- 1952: CCA Bucuresti
- 1951: Ilsa Timisoara
- 1950: Ilsa Timisoara
- 1949: Ilsa Timisoara
- 1948: Ilsa Timisoara
- 1947: Ilsa Timisoara
- 1946: Ilsa Timisoara
- 1945: CS Târgu Mures
- 1943: CFR Bucuresti
- 1940: CFR Bucuresti
- 1939: Viforul Dacia
- 1938: Viforul Dacia
- 1936: CS Târgu Mures
- 1935: CFR Bucuresti
- 1934: CFR Bucuresti
- 1933: CS Târgu Mures
- 1932: Universitatea Cluj
- 1931: Universitatea Cluj
- 1930: Universitatea Cluj
- 1929: Universitatea Cluj
- 1928: AS Oradea